# 금중병공가제법도
금중병공가제법도(일본어: 禁中並公家諸法度 긴추나라비니쿠게쇼핫토[*])는 에도 막부(江戶幕府)가 천황과 구게에 대한 관계를 확립하기 위해서 정한 법령이다. 금중병공가중제법도(禁中并公家中諸法度), 금중방어조목(禁中方御条目)이라고도 한다.

## 개요
금중병공가제법도는 도쿠가와 이에야스(徳川家康)가 곤치인 스덴(金地院崇伝)에게 명하여 기초를 시켰으며 1615년 9월 9일(게이초 20년 7월 17일)에 니죠 성에서 오고쇼(大御所) 도쿠가와 이에야스, 제2대 쇼군 도쿠가와 히데타다(徳川秀忠), 전 간파쿠 니조 아키자네(二条昭実)의 3인의 연서로 공포되었다. 한문으로 쓰여졌으며 총 17조로 이루어졌다. 에도 시대를 통틀어서 일절 개정되지 않았다.
금중병공가제법도의 제정에 앞서서 1613년 8월 2일(게이초 18년 6월 16일)에는 〈공가중법도〉(公家衆法度), 〈칙허자의지법도〉(勅許紫衣之法度), 〈대덕사묘심사등제사입원법도〉(大徳寺妙心寺等諸寺入院法度)를 제정하였지만, 금중병공가제법도에 의해서 천황까지를 포함하는 기본 방침을 확립하였다. 이후 이 법도에 의해서 막부는 조정의 행동을 제약하는 법적 근거를 얻었고 에도 시대의 공무관계(公武関係)를 규정하는 것이 되었다.
1631년(간에이 8년) 11월 17일에는 당시 고미즈노오 상황(後水尾上皇)의 주도로 〈약공가중법도〉(若公家衆法度)가 제정되었다. 이 법도의 제정에는 막부는 간접적으로 관여하였지만 젊은 공가의 풍기를 단속할 목적으로 조정 행사의 부흥을 촉진하면서도 공가에 대한 통제를 한층 높여서 금중병공가제법도를 보완하는 것이 되었다.
전문은 17조로 되어 있는데 그 내용은 부케쇼핫토(武家諸法度)와는 달리 막부 말기까지 유지되었다. 1조부터 12조까지가 천황가(天皇家)와 구게가 엄수해야 할 여러 규정, 13조 이하가 승려의 관위에 대한 여러 규정으로 되어 있었다. 원본은 만지(万治) 4년(1661년) 1월 15일(양력 2월 14일)에 고쇼(御所)의 화재로 소실되어 부본(副本)을 토대로 복원했다. 또한 구게 등이 필사한 사본도 대다수 존재하고 있는데, 세부적인 어구 등에서 차이를 보인다.

## 같이 보기
- 무가제법도
- 사원제법도
- 자의 사건